# Rejon kigiński
Rejon kigiński (ros. Кигинский район) - jeden z 54 rejonów w Baszkirii. Stolicą regionu jest Kigi.
100% populacji stanowi ludność wiejska, ponieważ w regionie nie ma żadnego miasta.